# 別府外国人観光客案内所
一般社団法人別府インターナショナルプラザ（べっぷインターナショナルプラザ）は、大分県別府市にある、外国人観光客に主として英語で案内をする活動を行っている一般社団法人である。かつてはボランティア・グループの別府外国人観光客案内所クラブとして活動していたが、2014年4月に法人化して一般社団法人別府インターナショナルプラザとなった。

## 業務
別府市内にある以下の3ヶ所の案内所で案内業務を行っている。
- JR九州別府駅構内
- 別府インターナショナルプラザ（別府市北浜ソルパセオ銀座商店街入口、旧別府外国人観光客案内所）
- 地獄蒸し工房 鉄輪（別府市北浜）[1]

また、市内在住の外国人への語学講座や相談、市内で開催されるイベントに通訳を派遣するなど、別府市の国際交流に貢献している。2015年5月8日に別府市役所内に設置された外国人専用窓口にも相談員を派遣している。2015年1月現在のスタッフは約30名。

## 沿革
- 1986年（昭和61年） - 国際都市別府を考える会として発会[4]。別府外国人観光客SOS室を開設[1]（廃校に開設）。
- 1999年（平成11年） - 別府駅構内にある北名店街内に移転。
- 2006年（平成18年） - 別府駅総合観光案内所リニューアルに伴い、総合観光案内所内に移転。
- 2007年（平成19年） - 平成19年度地域づくり総務大臣表彰 受賞[5]。
- 2010年（平成22年） - 地獄蒸し工房鉄輪内に3ヶ所目の案内所開設。
- 2014年（平成26年）4月 - 一般社団法人化するとともに、名称を「別府インターナショナルプラザ」に変更。